# 교와역
교와역(일본어: 共和駅 쿄우와에키[*])은 일본 아이치현 오부 시에 있는 도카이 여객철도의 철도역이다.

## 역 구조
단식 1면 1선과 섬식 1면 2선이 합쳐진 2면 3선 구조의 지상역으로, 역사는 선상 구조이다.
오부역이 관리하는 업무 위탁역으로, 영업은 도카이 교통 사업이 대신 하고 있다.

### 승강장
| 1 | ■ 도카이도 본선 | 도요하시 · 다케토요 방면 |                          |                         |
| 2 | ■ 도카이도 본선 | 상행                     | 도요하시 · 다케토요 방면 | (대피·회차 열차가 사용) |
| 2 | ■ 도카이도 본선 | 하행                     | 나고야 · 오가키방면      | (대피·회차 열차가 사용) |
| 3 | ■ 도카이도 본선 | 나고야 · 오가키 방면     |                          |                         |

## 역사
- 1933년 12월 7일 - 일본국유철도 도카이도 본선 오부 역 ~ 오타카 역 사이에 신설 개업.
- 1987년 4월 1일 - 민영화에 따라 도카이 여객철도의 소속이 되었다.
- 2006년 11월 25일 - TOICA의 사용이 개시되었다.

## 인접역
| 도카이 여객철도 도카이도 본선 | 도카이 여객철도 도카이도 본선 | 도카이 여객철도 도카이도 본선   |
| ----------------------------- | ----------------------------- | ------------------------------- |
| 오부 도요하시 방면            | ■ 쾌속·구간쾌속               | 가나야마 나고야·오가키 방면     |
| 오부 도요하시 방면            | ■ 보통                        | 미나미오다카 나고야·오가키 방면 |